# MTV Movie & TV Awards 2019
Die Verleihung der MTV Movie & TV Awards 2019 fand am 15. Juni 2019 im Barker Hangar auf dem Santa Monica Airport in Kalifornien statt. Es war die 28. Ausgabe der Verleihung. Moderator war Zachary Levi.  Nominiert wurden Filme und Fernsehserien aus den Filmjahren 2018 und 2019. Die Ausstrahlung fand zwei Tage später, am 17. Juni 2019 statt.
Die Liste der Nominierungen führten Avengers: Endgame, der Dokumentarfilm RBG – Ein Leben für die Gerechtigkeit sowie die Fernsehserie Game of Thrones mit jeweils vier an. Die meisten Auszeichnungen erhielt Avengers: Endgame mit drei, darunter die Auszeichnung für den Film des Jahres.

## Auszeichnungen und Nominierungen (Auswahl)
| Film                                      | N | A |
| ----------------------------------------- | - | - |
| Avengers: Endgame                         | 4 | 3 |
| Game of Thrones                           | 4 | 1 |
| RBG – Ein Leben für die Gerechtigkeit     | 4 | 1 |
| Riverdale                                 | 3 | 0 |
| To All the Boys I’ve Loved Before         | 3 | 2 |
| Wir                                       | 3 | 0 |
| The Bachelor                              | 2 | 1 |
| Big Mouth                                 | 2 | 0 |
| Bird Box – Schließe deine Augen           | 2 | 1 |
| BlacKkKlansman                            | 2 | 0 |
| Bohemian Rhapsody                         | 2 | 0 |
| Chilling Adventures of Sabrina            | 2 | 0 |
| Crazy Rich                                | 2 | 0 |
| The Handmaid’s Tale – Der Report der Magd | 2 | 1 |
| RuPaul’s Drag Race                        | 2 | 0 |
| Schitt’s Creek                            | 2 | 1 |
| Sex Education                             | 2 | 0 |
| Spider-Man: A New Universe                | 2 | 0 |
| Spuk in Hill House                        | 2 | 0 |
| A Star Is Born                            | 2 | 2 |

### Bester Film
Avengers: Endgame
- BlacKkKlansman
- Spider-Man: A New Universe (Spider-Man: Into the Spider-Verse)
- To All the Boys I’ve Loved Before
- Wir (Us)

### Beste Darbietung in einem Film
Lady Gaga – A Star Is Born
- Sandra Bullock – Bird Box – Schließe deine Augen (Bird Box)
- Lupita Nyong’o – Wir (Us)
- Rami Malek – Bohemian Rhapsody
- Amandla Stenberg – The Hate U Give

### Beste Serie
Game of Thrones
- Big Mouth
- Riverdale
- Schitt’s Creek
- Spuk in Hill House (The Haunting of Hill House)

### Beste Darbietung in einer Serie
Elisabeth Moss – The Handmaid’s Tale – Der Report der Magd (The Handmaid’s Tale) 
- Emilia Clarke – Game of Thrones
- Gina Rodriguez – Jane the Virgin
- Kiernan Shipka – Chilling Adventures of Sabrina
- Jason Mitchell – The Chi

Die Nominierung von Jason Mitchell wurde nachträglich gestrichen, da ihm Fehlverhalten unterstellt wurde. Er soll sich gegenüber Frauen am Set und seiner Filmpartnerin Tiffany Boone ungebührlich verhalten haben.

### Beste komödiantische Leistung
Dan Levy – Schitt’s Creek
- Awkwafina – Crazy Rich (Crazy Rich Asians)
- John Mulaney – Big Mouth
- Marsai Martin – Little
- Zachary Levi – Shazam!

### Bester Held
Robert Downey Jr. – Avengers: Endgame
- Brie Larson – Captain Marvel
- John David Washington – BlacKkKlansman
- Maisie Williams – Game of Thrones
- Zachary Levi – Shazam!

### Bester Bösewicht
Josh Brolin – Avengers: Endgame
- Penn Badgley – You – Du wirst mich lieben (You)
- Jodie Comer – Killing Eve
- Joseph Fiennes – The Handmaid’s Tale – Der Report der Magd (The Handmaid’s Tale)
- Lupita Nyong’o – Wir (Us)

### Bester Kuss
Noah Centineo und Lana Condor – To All the Boys I’ve Loved Before
- Jason Momoa und Amber Heard – Aquaman
- Charles Melton und Camila Mendes – Riverdale
- Ncuti Gatwa und Connor Swindells – Sex Education
- Tom Hardy und Michelle Williams – Venom

### Beste Sich-vor-Angst-in-die-Hose-machen-Darbietung
Sandra Bullock – Bird Box – Schließe deine Augen (Bird Box)
- Linda Cardellini – Lloronas Fluch (The Curse of La Llorona)
- Rhian Rees – Halloween
- Victoria Pedretti – Spuk in Hill House (The Haunting of Hill House)
- Alex Wolff – Hereditary – Das Vermächtnis (Hereditary)

### Beste Reality-Serie
Love & Hip Hop: Atlanta
- Jersey Shore: Family Vacation
- The Bachelor
- The Challenge
- Vanderpump Rules

### Bester Dokumentarfilm
Surviving R. Kelly
- At the Heart of Gold: Inside the USA Gymnastics Scandal
- McQueen
- Minding the Gap
- RBG – Ein Leben für die Gerechtigkeit (RGB)

### Bester Kampf
Brie Larson vs. Gemma Chan – Captain Marvel
- Josh Brolin vs. Chris Evans – Avengers: Endgame
- Maisie Williams vs. die Weißen Wanderer – Game of Thrones
- Ruth Bader Ginsburg vs. Ungerechtigkeit – RBG – Ein Leben für die Gerechtigkeit (RGB)
- Becky Lynch vs. Ronda Rousey vs. Charlotte Flair – WrestleMania 35

### Beste Moderation
Nick Cannon –  Wild N Out
- Gayle King – CBS This Morning
- Trevor Noah – The Daily Show
- RuPaul – RuPaul’s Drag Race

### Bester Newcomer
Noah Centineo – To All the Boys I’ve Loved Before
- Awkwafina – Crazy Rich (Crazy Rich Asians)
- Ncuti Gatwa – Sex Education
- Haley Lu Richardson – Drei Schritte zu Dir (Five Feet Apart)
- MJ Rodriguez – Pose

### Größter Held im echten Leben
Ruth Bader Ginsburg – RBG – Ein Leben für die Gerechtigkeit (RGB) 
- Alex Honnold – Free Solo
- Hannah Gadsby – Nanette
- Roman Reigns – WWE SmackDown
- Serena Williams – Being Serena

### Bester Meme-fähiger Moment
The Bachelor – Colton Underwood springt über den Zaun
- Lindsay Lohan's Beach Club – Der Lilo-Tanz
- Love & Hip Hop: Hollywood – Ray Js Hut
- RBG – Ein Leben für die Gerechtigkeit (RGB) – The Notorious RBG
- RuPaul’s Drag Race – Asia O’Haras Fail im Finale

### Bester musikalischer Moment
Shallow – A Star Is Born
- Live-Aid-Konzert – Bohemian Rhapsody
- Just a Girl – Captain Marvel
- Masquerade – Chilling Adventures of Sabrina
- Look at That Butt – On My Block
- Seventeen – Riverdale
- Sunflower – Spider-Man: A New Universe (Spider-Man: Into the Spider-Verse)
- I Think We’re Alone Now – The Umbrella Academy

### MTV Generation Awards
- Dwayne Johnson

### MTV Trailblazer Awards
- Jada Pinkett Smith